# 王至善
王至善（1484年—？），字遠吉，號漢濱，山東濟南府歷城縣民籍，湖廣襄陽衛人，明朝政治人物。

## 生平
山東鄉試第五十四名舉人。正德十二年（1517年）中式丁丑科會試第二百九十三名，登第二甲第七十六名進士。工部观政，授南京户部主事，升员外、郎中，改兵部，出为河南督粮右參議，嘉靖七年（1528年）十二月事竣復任，皇帝以其督理有功，命河南抚按官以彩帛羊酒劳之。擢升江西按察司副使，十年五月升山西布政司右参政，改浙江，卒。

## 家族
曾祖王文貴，贈都指揮同知；祖父王忠，曾任正千戶 贈都指揮同知；父王信，曾任後軍都督府都督同知。嫡母白氏（贈夫人）、應氏（封夫人）；生母信氏。慈侍下。兄王为善、王從善（贡士）、王继善（指挥使）、王復善、王明善。弟王巨善。